# Festetics Mária
Tolnai gróf Festetics Mária Terézia (Tolna, Tolna vármegye, 1839. október 20. – Söjtör, Zala vármegye, 1923. április 16.) csillagkeresztes hölgy, Erzsébet királyné udvarhölgye, a bajor királyi Terézia-rend tiszteletbeli hölgye.

## Élete

### Családja és fiatalkora

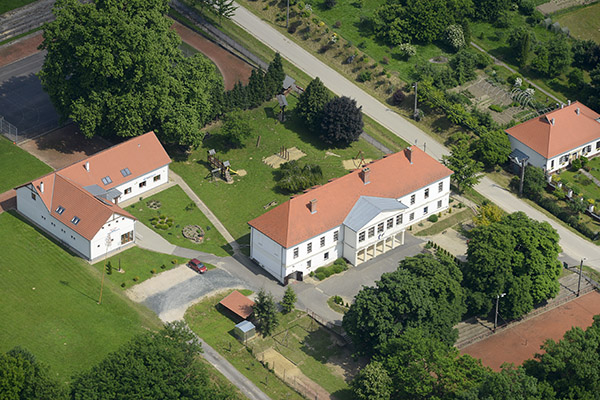
A söjtöri Festetics-kastély

A régi római katolikus magyar főnemesi származású tolnai gróf Festetics családban született. Apja tolnai gróf Festetics Sándor (1805–1877), táblabíró, földbirtokos, anyja, a bajor főnemesi származású báró Josephine von Boxberg (1810–1892) volt; a házasságuknak az ötödik gyermekeként született. Apai nagyszülei gróf tolnai Festetics János Nepomuk (1776–1815), táblabíró, földbirtokos, és zalabéri Horváth Franciska (1777–1814) voltak; gróf tolnai Festetics Jánosné Horváth Franciska öccse, a zalabéri Horváth János Nepomuk (1788–1853), Zala vármegye alispánja, országgyűlési követ, királyi kamarás, liberális politikus volt. Az anyai nagyszülei báró Friedrich von Boxberg (1783–1866), ezredes és Adelheid von Gobel auf Hofgiebing voltak.
A söjtöri birtok eredetileg a zalabéri Horváthoké volt, zalabéri Horváth Eduárd (1799–1857), császári és királyi kamarás, földbirtokos, építtetett kastélyt Söjtörön az 1820-as években. Birtokát azonban 1839-ben elcserélte unokatestvére, gróf Festetics Bennó (1812–1872)  baltavári kastélyával, aki ez úton próbált megszabadulni addig felhalmozott adósságaitól. Festetics Bennónak a szülei tolnai gróf Festetics János (1781–1815), földbirtokos és zalabéri Horváth Franciska (1777–1814) voltak. Festetics Bennó anyagi gondjait a birtokcsere azonban csak átmenetileg oldotta meg és ezért 1847 körül söjtöri birtokát eladta bátyjának, gróf Festetics Sándornak, Festetics Maria édesapjának; ez után gyerekkorát, Festetics Mária grófnő Söjtörön töltötte. Fivérei gróf Festetics Károly (1836–1879), földbirtokos, valamint gróf Festetics Viktor (1841–1884) cs. és kir. kamarás, földbirtokos. Nővére, gróf Festetics Adél (1833–1879), akinek a férje, August von Mertens volt. Festetics Mária grófnő gyermekkorában meghatározó szerepet játszott kedves nevelőnője, Antónia Matauschek von Benndorf (1820–1861) kisasszony, lovag Joseph Matauschek von Benndorf (1776–1863) főhadnagynak a lánya, akinek a hiányát még évekkel a halála után is fájlalta.

### Udvarhölgyi szolgálata
A fiatal gróf Festetics Mária először Klotild főhercegnő mellett vállalt munkát, hogy anyagi gondjait enyhíthesse. Gróf Tolnai Festetics Sándor gazdasága bizonytalan lábakon állt, épphogy össze nem dőlt. A jó szomszéd és barát, Deák Ferenc járt el a családfőnél azzal a gondolattal, hogy a szép, intelligens, művelt, önálló, fiatal Mari grófnő szegődjön el udvarhölgynek Alcsútra, a csendes életet vivő József főherceg házához felesége, Klotild főhercegnő mellé. Alcsúton találkozott egy látogatás alkalmával 1871-ben a császári családdal. Erzsébet királynénak megtetszett a talpraesett Festetics grófnő, és meghívta maga mellé udvarhölgynek.
Eleinte vonakodott elvállalni, mert egyrészt jól érezte magát Alcsúton, másrészt pedig hallotta, hogy a bécsi udvarban nem szeretik a magyarokat; végül Andrássy és Deák meggyőzték. A bizonytalan Festetics Mária grófnő még kijelentette azt, hogy: „Úgy érzem magamat, mintha áru volnék, amit megvásároltak! Mennyivel jobb ez, mint a rabszolga kereskedés? De hát bizonyára így akarja Isten és talán még jó leszek valamire…”. 1871 decemberétől a királyné haláláig vele volt. Számos házassági ajánlatot utasított el, hogy a királyné mellett maradhasson; fiatalkori szerelme nem teljesedett be gróf Karl Kurtzrock-Wellingsbüttel, német katonatiszttel. Erzsébet királyné palotahölgyei között több magyar főnemes úrnő is volt: őrgróf Pallavicini Edéné székhelyi gróf Majláth Etelka (1853–1936), gróf Sztáray Irma, trakostyáni gróf Draskovich Ivánné monyorókeréki gróf Erdődy Júlia (1847–1901), nagykárolyi gróf Károlyi Sándorné gróf gönc-ruszkai Korniss Clarisse (1834–1906), zsadányi és törökszentmiklósi gróf Almásy Kálmánné gróf Wenckheim Stefánia (1837–1917), kéthelyi gróf Hunyady Lászlóné köröszeghi és adorjáni Csáky Sarolta (1828–1906) grófnő, herceg erdődi Pálffy Miklósné gróf zicsi és vázsonykői Zichy Margit (1856–1925), csíkszentkirályi és krasznahorkai Andrássy Manóné erdődi gróf Pálffy Gabriella (1833–1914), és vecseszéki Ferenczy Ida (1839–1928) az „ereklyés hölgy”.
1873-ban Bécsben a világkiállítás alkalmával és az udvari ünnepségek forgatagában egymásba szerettek Dolgorukij herceggel, aki megkérte az Festetics Mária grófnő kezét. „Mulatni vele, azt engedem. Szeretni nem, még kevésbé hozzá menni. Nem illene egy idegen ember végett engem itt hagyni.” – jelentette ki a királyné. A derék orosz herceg kosarat kapott. 1876-ban Easton-Nestonban komoly vonzalom fejlődött ki az udvarhölgy és a nápolyi királyi pár kíséretéhez tartozó Ruffano herceg között, aki feleségül is kérte. „Mari, csak nem fog engem elhagyni valaki kedvéért, akit csupán négy hete ismer?” Erről a szerelemről is le kellett mondani.
Andrássy Gyula gróffal, valamint családjával igen közeli baráti viszonyt ápolt Festetics Mária grófnő. Gyakran ellátogatta őket, és elüldögélt velük a pesti ház kandallója mellett, és politizáltak. Egy alkalommal megkérdezte, van-e már miniszterjelöltje. „Igen, maga. Mondta nevetve. Hét Festetics Marira volna szükség, mert a férfiak borzasztó vénasszonyosak. Rémítő dolog, hogy maga nem férfi. Több esze van, mint ezeknek mind együtt, könnyű volna velem dolgozni.”
1892. február 11-én özvegy gróf tolnai Festetics Sándorné báró Josephine von Boxberg temetése zajlott Söjtörön; Festetics Mária grófnő betegség miatt nem tudott elutazni Bécsből Söjtörre az anyja temetésére és ezért megkérte közeli barátnőjét, lovászi és szentmargitai Sümeghy Ferenc (1819–1869) országgyűlési képviselőnek az özvegyét, séllyei Séllyey Magdolna (1822–1901) földbirtokos asszonyt, hogy az ő nevében bonyolítsa le az egészet. Egy másik kedves söjtöri barátnője Festetics Mária grófnőnek, a szintén hajadon nemesnépi Marton Rozália (1855–1933) földbirtokos kisasszony, akinek az édesapja, nemesnépi Marton Pál (1806–1893), táblabíró, söjtöri földbirtokos volt.
A millenniumi ünnepségek során végig a királyné kíséretében volt. A 32 külföldi útjára kísérte el a királynét Festetics Mária grófnő. Utolsó alkalommal annyira kimerült, hogy Párizsban, mikor beszállottak a vasúti kocsiba, hogy hazatérjenek: összeesett. A velük utazó udvari orvostól tudta csak meg a királyné, hogy minő fárasztó udvarhölgye számára a vele való utazás. A következő évben, 1898-ban egy fiatalabb hölgyet vitt magával, Sztáray Irma grófnőt. Ez volt a királyné utolsó utazása, ekkor esett az orgyilkosnak áldozatul Genfben. Festetics Mária grófnő összesen 29 évig szolgálta az uralkodónét.
1898. szeptember 21-én Erzsébet királyné udvartartásának feloszlatása alkalmából, Mária grófnőt, az I. osztályú Erzsébet-renddel tüntették ki. Titkos naplójából a kor közéletéről lehet megtudni érdekességeket. Például arról, hogy kik fordultak meg a söjtöri öreg platán alatt és így a baráti társaságához tartozó Deák Ferencről is feljegyezte, hogy többször ellátogatott arrafelé.

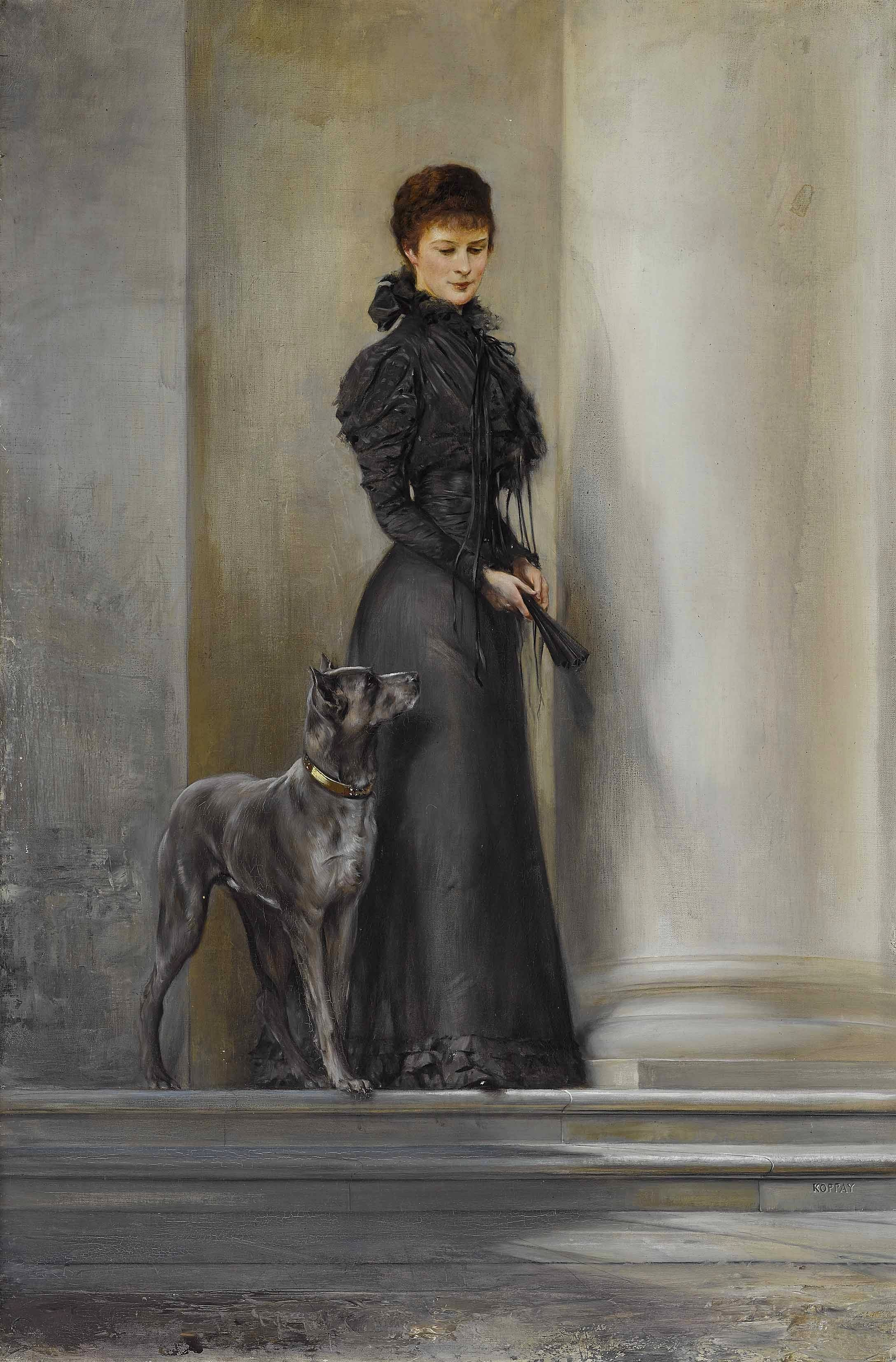
Sissy Koppay József Árpád festményén, amit Festetics Mária rendelt meg

1903-ban ünnepelték Söjtörön Deák Ferenc születésének 100. évfordulóját. Az ünnepségen gróf Festetics Mária töltötte be az egyik főszerepet, a beszédet tartó boldogfai Farkas József (1857–1951), országgyűlési képviselő, söjtöri földbirtokos, valamint miskei és monostori Thassy Lajos, a járás főszolgabírája mellett. Az értékes és szép koszorúkat Festetics Mária grófnő és Söjtör községe adományozta, ez utóbbi ezen felírással: „Söjtör község – Deák Ferencz nagy emlékének." Deák Ferenc szülőházát nyirlaki Tarányi Ferenc a lehető legkegyeletesebben gondozta; Tarányi egyben a ház tulajdonosa is volt abban az időben.
Festetics Mária grófnő Söjtörön, 1923. április 16-án hunyt el 83 évesen; halála után több adomány között, pénzt hagyott örökül a söjtöri szegényház felépítésére, és taníttatja sok helybeli emberének a gyermekét. Halálakor azt írták róla, hogy: „Alig hogy Festetics grófnő elfoglalta helyét a bécsi Burgban és a budai várpalotában, ő lett nemcsak az »egyik« udvarhölgy, de jóformán az egyedüli. Osztrák kollégája inkább csak hivatalosan működött és reprezentált, ő ellenben úgyszólván reggeltől estig a királynéval töltötte egész idejét Valami rendkívüli kedvesség fölött rendelkezett. Meg tudta nyerni – ha akarta – a legfanyarabb embert is. Mindenről volt egy jó megjegyzése vagy egy bájos szava. Az embereket hamar megismerte, észrevette jó tulajdonságaikat, de a rosszakat is, s alkalomadtán nem fukarkodott egy-egy élces kifejezéssel sem. Fel tudott vidítani egész társaságot, akár egy XIV. Lajos korabeli márkinő. Mindig élvezet volt vele tölteni az időt. Erzsébet királynő csakhamar annyira megszerette, hogy csak rövid órákig tudott ellenni nélküle. Napjának legnagyobb részét vele töltötte, nem ment ki sétára, látogatóba, színházba hogy kedves udvarhölgyét ne vitte volna magával S ha egyedül voltak, soha se beszéltek másként, mint magyarul. Ezt annyira megszokták, hogy – mint Festetics grófnő beszélte – ő mindig felneszelt, ha a királyné idegenek társaságában néha más nyelven szólott hozzá. Első pillanatban ilyenkor észre sem vette, hogy hozzá beszél.”

## Művei
- "Sirály vagyok, sehová se való...". Útközben Erzsébet királynéval; vál., sajtó alá rend., bev., jegyz. Tolnayné Kiss Mária; Argumentum, Budapest, 1998

### Titkos naplója
- Egy udvarhölgy naplójából – Gr. Festetics Mária udvarhölgy naplója Budán és Gödöllőn papírra vetett részei. Gödöllői Királyi Kastély Múzeum, 2009 (sajtó alá rend.: Tolnayné Kiss Mária)[16]
- Walterskirchen, Gudula / Meyer, Beatrix: Das Tagebuch der Gräfin Marie Festetics – Kaiserin Elisabeths intimste Freundin. St. Pölten: Residenz, 2014
- Festetics Mária grófnő naplója. Erzsébet királyné bizalmas barátnője; sajtó alá rend. Gudula Walterskirchen, Beatrix Meyer, ford. Nádori Lídia; Helikon, Budapest, 2021

## Származása
| tolnai gróf Festetics Mária Terézia (*Tolna, 1839. október 20. – †Söjtör, Zala vármegye, 1923. április 16.) csillagkeresztes hölgy, Erzsébet királyné udvarhölgye, a bajor királyi Terézia-rend tiszteletbeli hölgye. | Apja: tolnai gróf Festetics Sándor (*Tolna, 1805. január 14.–†Söjtör, 1877). április 27.) táblabíró, földbirtokos | Apai nagyapja: tolnai gróf Festetics János Nepomuk Jószef Albert (*Sopron, 1776. május 24. – †Baltavár, 1815). október 8.) táblabíró, földbirtokos | Apai nagyapai dédapja: tolnai gróf Festetics Pál (*1725. november 11.– †1782. szeptember 10.) huszár alezredes, földbirtokos (Szülei: tolnai Festetics József, vezérőrnagy, lovassági tábornok, földbirtokos és szentgyörgyi Horváth Erzsébet) |
| tolnai gróf Festetics Mária Terézia (*Tolna, 1839. október 20. – †Söjtör, Zala vármegye, 1923. április 16.) csillagkeresztes hölgy, Erzsébet királyné udvarhölgye, a bajor királyi Terézia-rend tiszteletbeli hölgye. | Apja: tolnai gróf Festetics Sándor (*Tolna, 1805. január 14.–†Söjtör, 1877). április 27.) táblabíró, földbirtokos | Apai nagyapja: tolnai gróf Festetics János Nepomuk Jószef Albert (*Sopron, 1776. május 24. – †Baltavár, 1815). október 8.) táblabíró, földbirtokos | Apai nagyapai dédanyja: báró von Stillfried-Rattonitz Kajetana (*1735. február 15.–†Bécs, 1819. július 23.) (Szülei: báró von Stillfried-Rattonitz Johan és gróf von Salburg Maria Anna)                                                       |
| tolnai gróf Festetics Mária Terézia (*Tolna, 1839. október 20. – †Söjtör, Zala vármegye, 1923. április 16.) csillagkeresztes hölgy, Erzsébet királyné udvarhölgye, a bajor királyi Terézia-rend tiszteletbeli hölgye. | Apja: tolnai gróf Festetics Sándor (*Tolna, 1805. január 14.–†Söjtör, 1877). április 27.) táblabíró, földbirtokos | Apai nagyanyja: zalabéri Horváth Franciska (*Zalabér, 1777. december 15.–†Baltavár, 1814. május 19.)                                               | Apai nagyanyai dédapja: zalabéri Horváth József (*Zalabér, 1740. január 1.–†Zalabér, 1793. február 25.) királyi tanácsos, Zala vármegye alispánja, földbirtokos (Szülei: zalabéri Horváth Zsigmond, földbirtokos és nemes Hartwig Rozália)     |
| tolnai gróf Festetics Mária Terézia (*Tolna, 1839. október 20. – †Söjtör, Zala vármegye, 1923. április 16.) csillagkeresztes hölgy, Erzsébet királyné udvarhölgye, a bajor királyi Terézia-rend tiszteletbeli hölgye. | Apja: tolnai gróf Festetics Sándor (*Tolna, 1805. január 14.–†Söjtör, 1877). április 27.) táblabíró, földbirtokos | Apai nagyanyja: zalabéri Horváth Franciska (*Zalabér, 1777. december 15.–†Baltavár, 1814. május 19.)                                               | Apai nagyanyai dédanyja: ledeniczi Ugronovics Franciska (Dobó, 1747. szeptember 12.– †Galánta, 1814. május 21.) (Szülei: Ugronovics István, Trencsén vármegye alispánja földbirtokos és dobói Dobay Mária)                                     |
| tolnai gróf Festetics Mária Terézia (*Tolna, 1839. október 20. – †Söjtör, Zala vármegye, 1923. április 16.) csillagkeresztes hölgy, Erzsébet királyné udvarhölgye, a bajor királyi Terézia-rend tiszteletbeli hölgye. | Anyja: báró von Boxberg Marie Josephine (*Amberg, Bajor Királyság, 1811. május 7.– †Sopron, 1892. február 8.)     | Anyai nagyapja: báró von Boxberg Friedrich Karl (*Schweinfurt, 1783. augusztus 6.–†Sopron, 1866. december 25.) cs. és kir. vezérőrnagy             | Anyai nagyapai dédapja: báró von Boxberg Friedrich Ludwig (*Hildburghausen, 1755. március 26.–† Coburg, 1831. május 25.) (Szülei: báró von Boxberg Friedrich Wilhelm és Birkenfeld Christina)                                                  |
| tolnai gróf Festetics Mária Terézia (*Tolna, 1839. október 20. – †Söjtör, Zala vármegye, 1923. április 16.) csillagkeresztes hölgy, Erzsébet királyné udvarhölgye, a bajor királyi Terézia-rend tiszteletbeli hölgye. | Anyja: báró von Boxberg Marie Josephine (*Amberg, Bajor Királyság, 1811. május 7.– †Sopron, 1892. február 8.)     | Anyai nagyapja: báró von Boxberg Friedrich Karl (*Schweinfurt, 1783. augusztus 6.–†Sopron, 1866. december 25.) cs. és kir. vezérőrnagy             | Anyai nagyapai dédanyja: Heldburg Caroline (1759. december 26.–† Coburg, 1830. szeptember 28.) |
| tolnai gróf Festetics Mária Terézia (*Tolna, 1839. október 20. – †Söjtör, Zala vármegye, 1923. április 16.) csillagkeresztes hölgy, Erzsébet királyné udvarhölgye, a bajor királyi Terézia-rend tiszteletbeli hölgye. | Anyja: báró von Boxberg Marie Josephine (*Amberg, Bajor Királyság, 1811. május 7.– †Sopron, 1892. február 8.)     | Anyai nagyanyja: báró von Gobel auf Hofgiebing Adelheid Maria (*Würzburg, 1788. január 9.–† Mezőhegyes, 1831. január 20.)                          | Anyai nagyanyai dédapja: báró von Gobel auf Hofgiebing Antonius (*1749. november 24.–† 1808. július 11.) (Szülei: von Gobel auf Hofgiebing Franz Christoph és Poellnitz zu Hundshaupte und von Aschbach Caroline)                              |
| tolnai gróf Festetics Mária Terézia (*Tolna, 1839. október 20. – †Söjtör, Zala vármegye, 1923. április 16.) csillagkeresztes hölgy, Erzsébet királyné udvarhölgye, a bajor királyi Terézia-rend tiszteletbeli hölgye. | Anyja: báró von Boxberg Marie Josephine (*Amberg, Bajor Királyság, 1811. május 7.– †Sopron, 1892. február 8.)     | Anyai nagyanyja: báró von Gobel auf Hofgiebing Adelheid Maria (*Würzburg, 1788. január 9.–† Mezőhegyes, 1831. január 20.)                          | Anyai nagyanyai dédanyja: gróf von Kreith Maria Theresia (1760.–† 1838. december 26.) (Szülei: gróf von Kreith Franz Anton és gróf Preysing-Hohenaschau Maria Adelheid)                                                                        |